# Kishtwar Shivling
Der Kishtwar Shivling ist ein Berg im Kishtwar-Himalaya, einer Gebirgsregion im Westhimalaya im indischen Unionsterritorium Jammu und Kashmir.
Der 5935 m hohe vergletscherte Berg befindet sich im Kishtwar-Nationalpark im Distrikt Kishtwar.
Der Kishtwar Kailash liegt nördlich des Flusstals des Dharlang, einem rechten Nebenfluss des Chanab.
Der Kishtwar Shivling wurde am 11. September 1983 von den beiden Briten Stephen Venables und Dick Renshaw erstbestiegen.
Der 5895 m hohe Ostgipfel des Kishtwar Shivling wurde am 1. Oktober 2014 von Stephan Siegrist, Andreas Abegglen und Thomas Senf bestiegen.